# Nyboda hembygds- och skolmuseum
| Nyboda hembygds- och skolmuseum. |  | Nyboda hembygds- och skolmuseum. |
| Nyboda hembygds- och skolmuseum. |  |                                  |

Nyboda hembygds- och skolmuseum är ett arbetslivsmuseum i Huddinge kommun, beläget vid Kommunalvägen mittemot Huddinge kyrka. Museet inryms i stugan ”Nyboda” som uppfördes på denna plats på 1850-talet av kyrkans klockare. I byggnaden fanns Huddinges småskola mellan 1878 och 1886 samt Huddinges telefonstation mellan 1917 och 1942. Sedan 1966 fungerar huset som Huddinge Hembygds- och skolmuseum. Verksamheten drivs av Huddinge hembygdsförening. Byggnaden ägs och förvaltas av Huge Fastigheter. Museet har begränsade öppettider.

## Nybodas historik

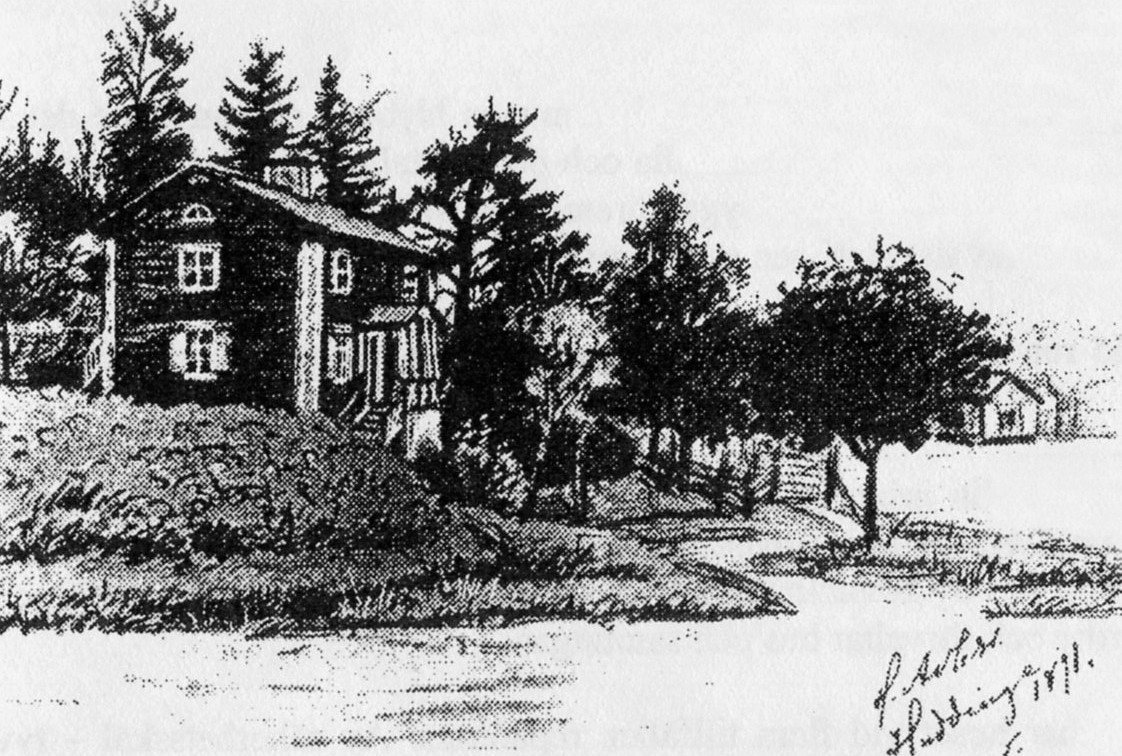
Nyboda på en teckning från 1891.

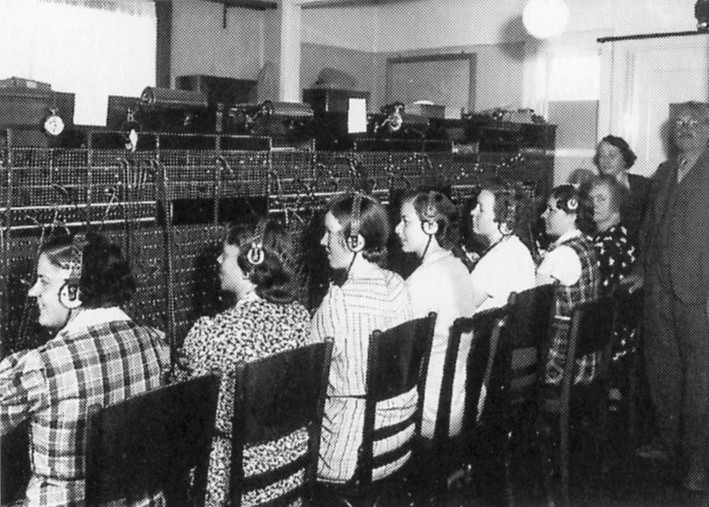
Telefonväxeln på 1930-talet.

Från 1744 till 1750 samt efter 1792 var Nyboda upptaget i husförhörslängderna under Tomtberga ägor, Stuvsta rote. Nuvarande byggnad uppfördes kring 1850 av dåvarande klockare vid Huddinge kyrka, Svante Hallgren. Hallgren var även Huddinges första (ej utexaminerade) lärare som efter kyrkonämndens beslut 1831 ambulerande började undervisa socknens barn. Vid sin pensionering fick han tillstånd att bygga en liten stuga på kyrkans mark. Virket kom från en fattigstuga som revs i samband med att järnvägen (Västra stambanan) drogs fram. 
Under åren 1878 till 1886 hyrdes ett av stugans rum och användes som småskola och det andra rummet användes till slöjdundervisning på 1880-talet. Lärare var klockarens son Johan Erik Hallgren (född 1833).  
I ett rum på bottenvåningen fanns Huddinges första telefonstation. Utrustningen installerades år 1917 och var i drift fram till automatiseringen 1942.  På 1920-talet hyrde kommunen ett av rummen i Nyboda som tillfälligt kommunalkontor. Efter att telefonstationen avvecklades var Nyboda nödbostad. 
Efter många år av förfall restaurerades huset i början av 1960-talet och den 26 januari 1966 kunde Huddinge Hembygds- och skolmuseum invigas.

## Museum
I det så kallade Huddingerummet på bottenvåningen har samlats föremål med anknytning  till Huddinges historia. Här utställs bland annat några fornfynd. Huddinges värdefullaste fornfynd, Vårbyskatten, som upptäcktes 1871 i nuvarande kommundelen Vårby, finns dock inte här utan förvaras och utställs på Historiska museet i Stockholm.
Skolmuseet inryms i bottenvåningens andra rum. Här finns en komplett inredd skolsal  med tidstypiska skolbänkar och undervisningsmateriel. Föremålen kommer från olika skolor i Huddinge. 
I övervåningen märks köket med vedspis och kammaren med utställningsföremål som illustrerar äldre tiders bröd- och  kötthantering, konserveringsmetoder, kafferostning, tvätt och vävning. Kammarens främsta föremål är ett rokokoskåp med glasdörrar, tillverkat omkring 1770.

## Bilder

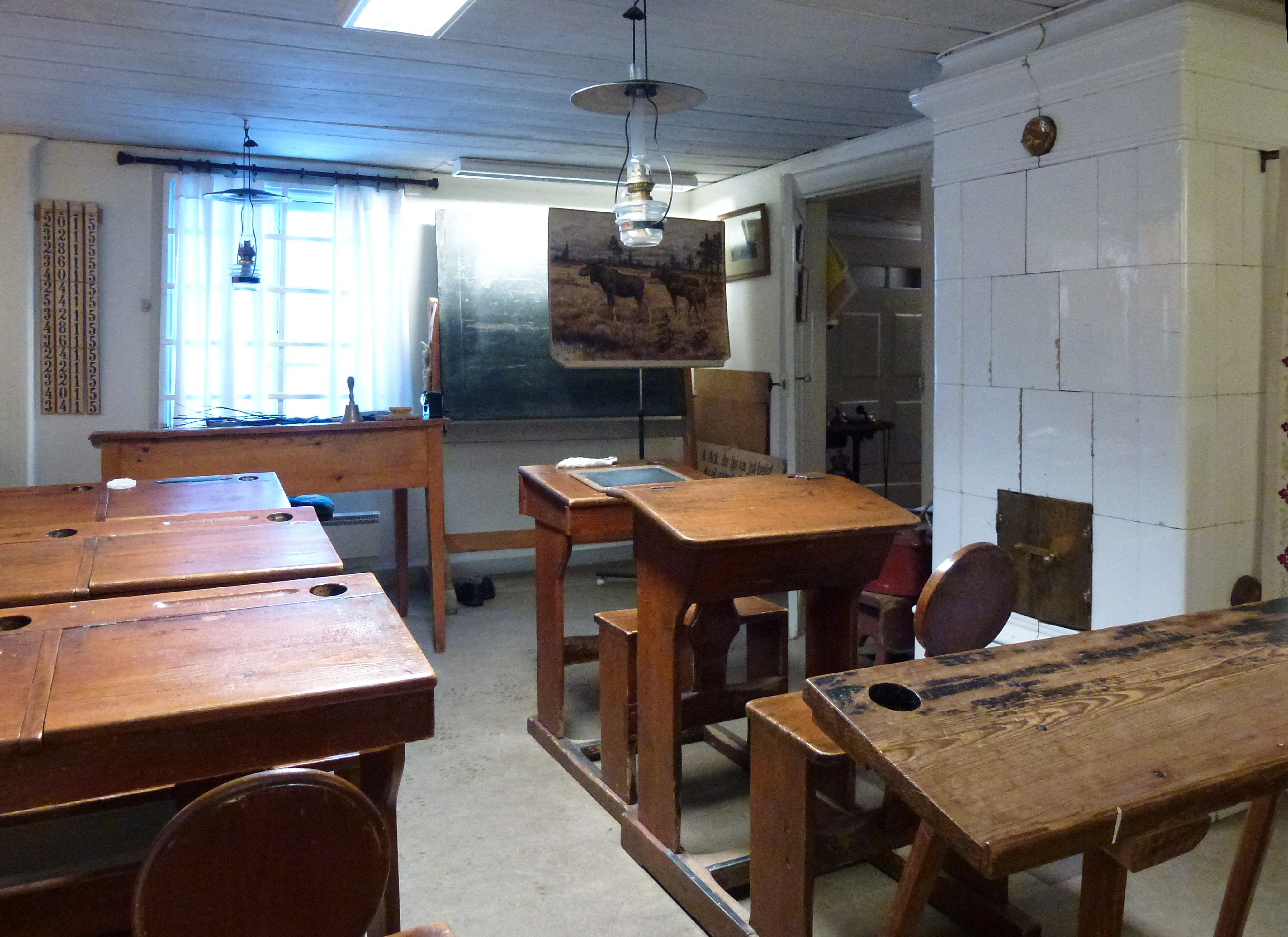
Skolsalen
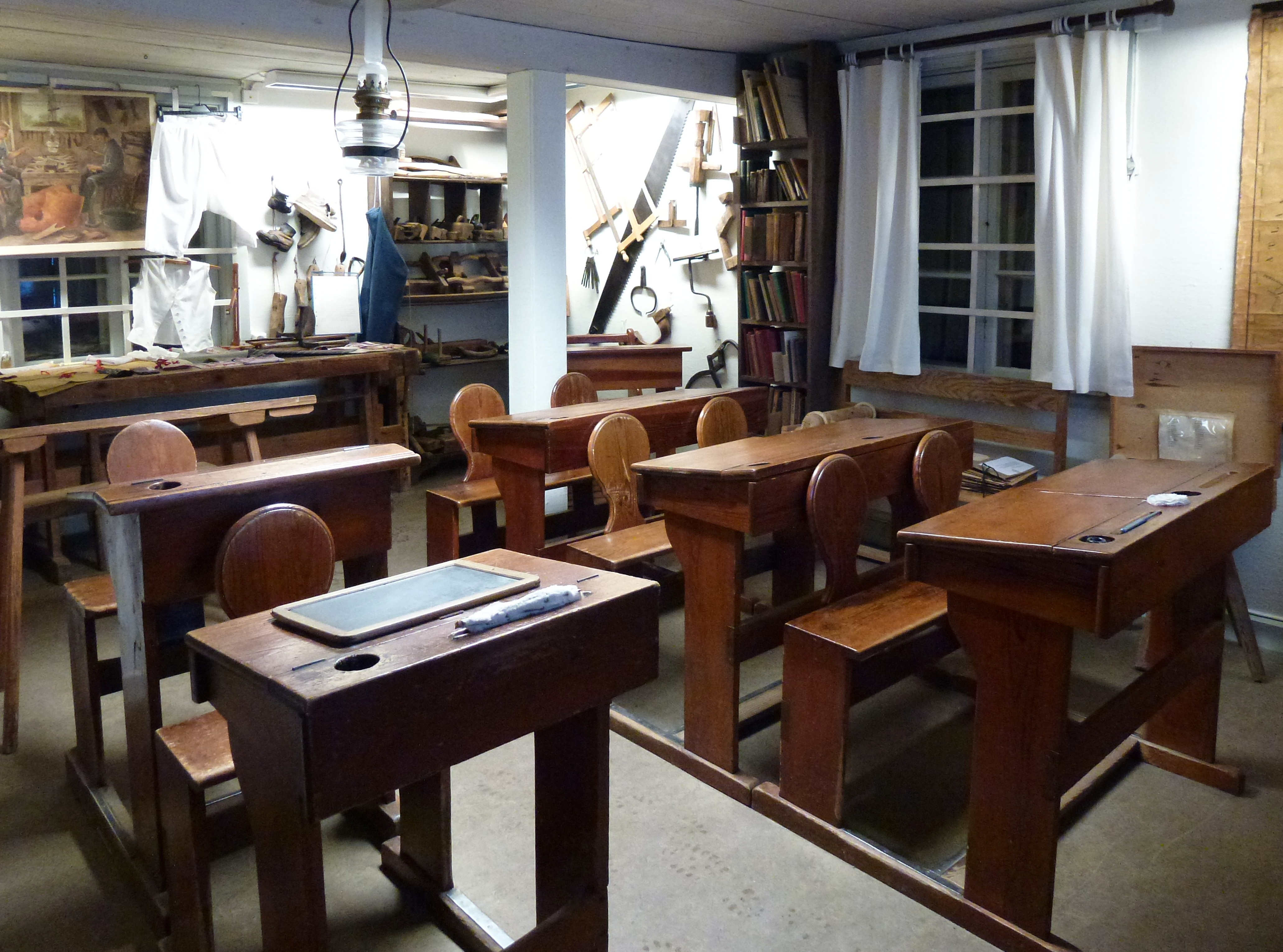
Skolsalen
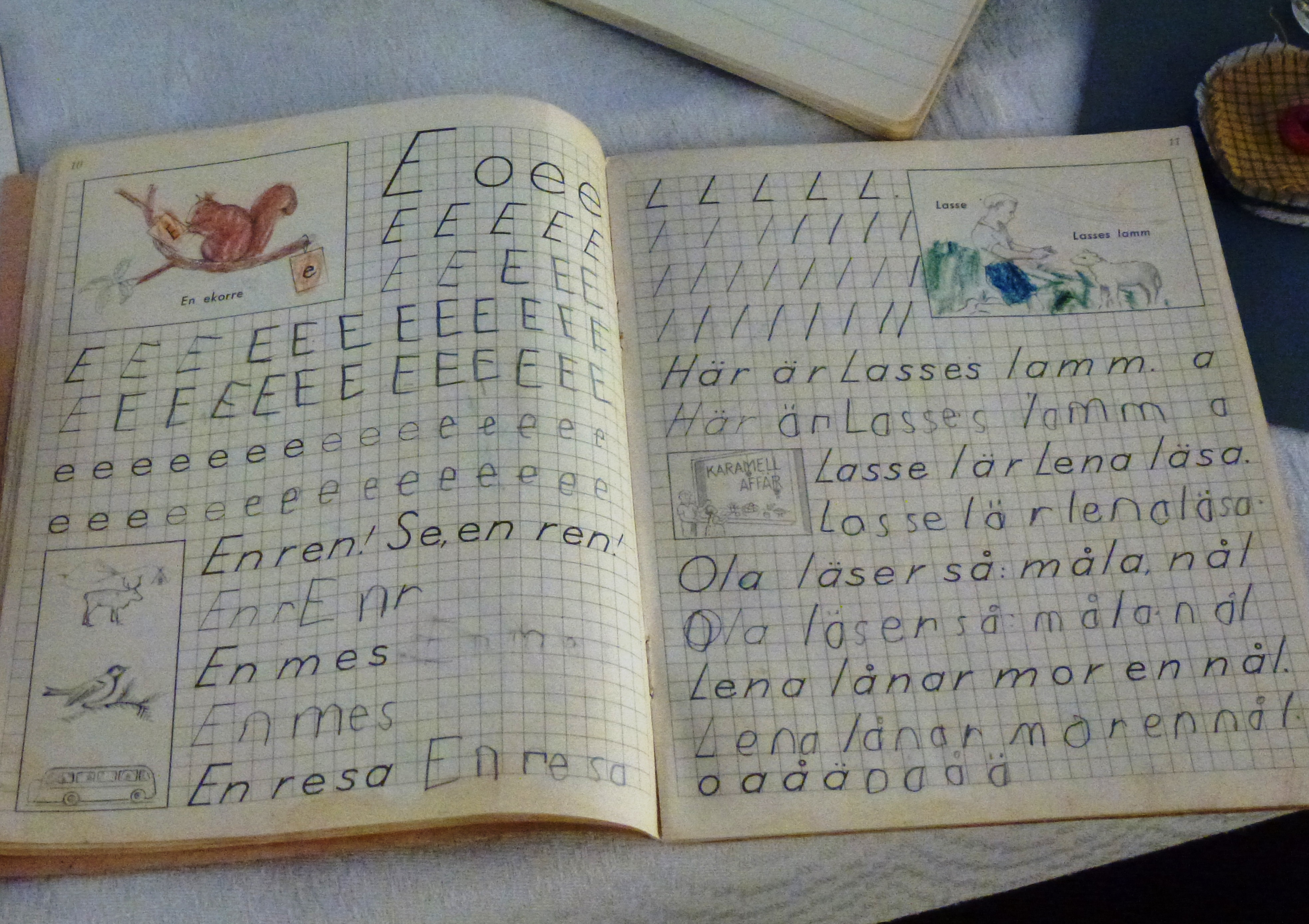
Skrivhäfte
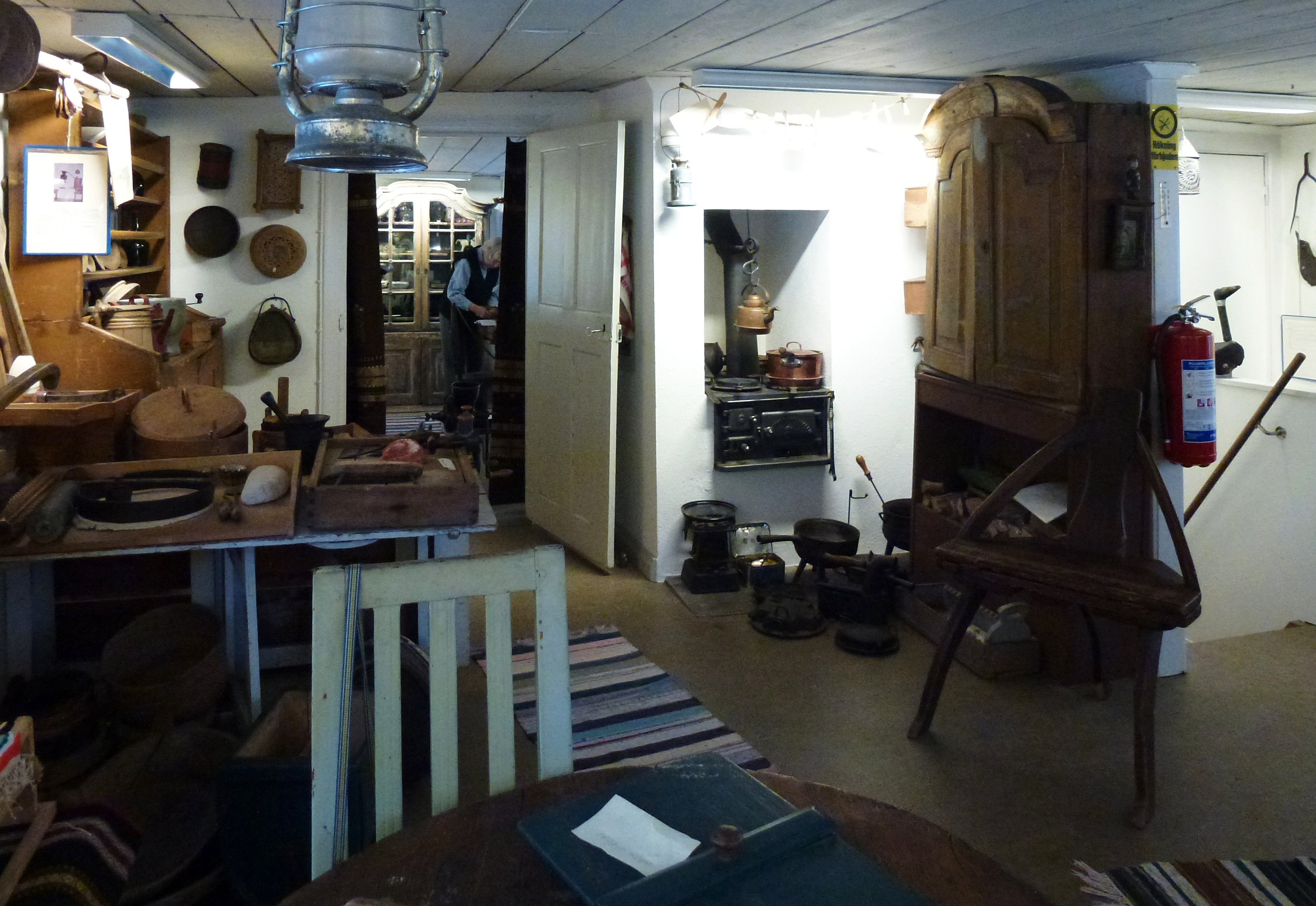
Köket och kammaren